# Christopher G. Cavoli
Christopher G. Cavoli je americký generál, od roku 2020 velící generál armády Spojených států amerických v Evropě a Africe. Předtím zastával funkci velícího generála americké armády v Evropě (USAREUR) od ledna 2018 do 30. září 2020. Velení spojeného velitelství Evropa a Afrika převzal 1. října 2020.
Cavoli sloužil ve válce v Afghánistánu a velel brigádě 1. obrněné divize, 7. armádnímu společnému mnohonárodnímu výcvikovému velitelství a 25. pěší divizi, než se v lednu 2018 ujal velení USAREUR.
V květnu 2022 byl nominován na funkci vrchního velitele NATO v Evropě (SACEUR), přičemž zároveň bude zastávat funkci nejvyššího velitele armády Spojených států v Evropě.